# 统一船舶碰撞某些法律规定的国际公约
统一船舶碰撞某些法律规定的国际公约(法语：Convention internationale pour l'unification de certaines règles en matière d'abordage，英语：Convention for the Unification of Certain Rules of Law with respect to Collisions between Vessels)是为统一有关船舶碰撞的某些规则而签订的国际公约，简称碰撞公约。

## 签订与生效
海上运输的国际性要求制定统一的国际规章调整国际海运中船舶碰撞的法律争议，为了避免法律冲突，保护本国人利益，有关各国于1910年9月23日在布鲁塞尔举行的第三届海洋法会议上签订了碰撞公约，公约于1931年3月1日生效。截至1984年8月1日止，批准或加入该公约的国家和地区总共有84个。公约共17条并1个附加条款。公约的保存人是比利时政府。
中华人民共和国于1994年6月2日加入了该条约。